# Emin Nouri
Emin Nouri (Kărdžali, 22 luglio 1985) è un allenatore di calcio ed ex calciatore svedese naturalizzato azero, di ruolo difensore.

## Biografia
Nato in Bulgaria da genitori di origine turca, si è trasferito in Svezia all'età di quattro anni.

## Carriera

### Giocatore

#### Club
Il Växjö Norra è stato il club in cui è cresciuto inizialmente, finché nel 1996 è entrato nel settore giovanile dell'Öster, una squadra della cittadina di Växjö in cui risiedeva.
In prima squadra ha debuttato qualche anno più tardi, nel 2004, in seconda serie nazionale. Nel 2006 esordisce nel massimo campionato svedese, a seguito della promozione conquistata la stagione precedente.
Nel 2008 inizia la stagione in terza serie a causa della seconda retrocessione consecutiva dell'Öster, poi ad agosto viene ceduto ai rivali del Kalmar, altra squadra della provincia dello Småland. Al termine della stessa stagione, la sua nuova squadra vince lo scudetto svedese. Nel dicembre 2013 rinnova con il Kalmar firmando un contratto quinquennale. Con la maglia del Kalmar partecipa complessivamente a tredici campionati e mezzo di Allsvenskan, ritirandosi dal calcio giocato al termine dell'edizione 2021 all'età di 36 anni.

#### Nazionale
Nel 2008 ha giocato due partite con la Nazionale Under-21 svedese.
Ha poi scelto di rappresentare la Nazionale dell'Azerbaigian, esordendovi il 20 agosto 2014 nell'amichevole pareggiata per 0-0 contro l'Uzbekistan.

### Allenatore
Già nel corso della sua ultima stagione da calciatore, Nouri aveva assunto anche il ruolo di assistente allenatore della formazione Under-19 del Kalmar.
Nel giugno 2022 è stato ingaggiato come nuovo capo allenatore dell'Oskarshamns AIK, squadra che aveva un rapporto di collaborazione con il Kalmar e che in quel momento occupava il dodicesimo posto nel campionato di Ettan 2022, terza serie nazionale.

## Palmarès

### Club

#### Competizioni nazionali
- Campionato svedese: 1

Kalmar: 2008
- Supercoppa di Svezia: 1

Kalmar: 2009